# Pattle Island
Pattle Island (kinesiska: 珊瑚島, 八道羅島) är en ö bland Paracelöarna i Sydkinesiska havet.  Paracelöarna har annekterats av Kina, men Taiwan och Vietnam gör också anspråk på dem.
Terrängen på Pattle Island är mycket platt. Öns högsta punkt är 10 meter över havet. Den sträcker sig 0,6 kilometer i nord-sydlig riktning, och 1,0 kilometer i öst-västlig riktning.